# Chun Ju-do
Chun Ju-do est un boxeur sud-coréen né le 25 janvier 1964 à Kangwon.

## Carrière
Passé professionnel en 1981, il devient champion de Corée du Sud des poids super-mouches le 26 juin 1983 et le premier champion du monde IBF de la catégorie le 10 décembre 1983 après sa victoire face à Ken Kasugai par arrêt de l'arbitre au 5e round. Ju-do conserve son titre à cinq reprises contre Prayurasak Muangsurin, Diego De Villa, Felix Marquez, William Develos et Kwang Koo Park puis le perd face à Ellyas Pical le 3 mai 1985. Il met un terme à sa carrière de boxeur en 1989 sur un bilan de 20 victoires, 4 défaites et 3 matchs nuls.